# Bjeloševac
Bjeloševac är ett samhälle i Bosnien och Hercegovina.   Det ligger i entiteten Republika Srpska, i den östra delen av landet, 110 kilometer nordost om huvudstaden Sarajevo. Bjeloševac ligger 195 meter över havet och antalet invånare är 539.
Terrängen runt Bjeloševac är platt åt nordost, men åt sydväst är den kuperad. Närmaste större samhälle är Bijeljina, 17,5 kilometer norr om Bjeloševac. 
Trakten runt Bjeloševac består till största delen av jordbruksmark. Runt Bjeloševac är det ganska tätbefolkat, med 104 invånare per kvadratkilometer.